# Coelioxys sakamotorum
Coelioxys sakamotorum là một loài Hymenoptera trong họ Megachilidae. Loài này được Nagase mô tả khoa học năm 2006.